# ISO/IEC 25000
El objetivo general de la creación del estándar ISO/IEC 25000, conocido como SQuaRE (System and Software Quality Requirements and Evaluation, «Requisitos y Evaluación de la Calidad de Sistemas y Software»), es organizar, enriquecer y unificar las series que cubren dos procesos principales: especificación de requisitos de calidad del software y evaluación de la calidad del software, soportada por el proceso de medición de calidad del software.
ISO/IEC 25000 es una familia de normas que tiene por objetivo la creación de un marco de trabajo común para evaluar la calidad del producto software. Es el resultado de la evolución de otras normas anteriores, especialmente de las normas ISO/IEC 9126, que describe las particularidades de un modelo de calidad del producto software, e ISO/IEC 14598, que abordaba el proceso de evaluación de productos software. Esta familia de normas ISO/IEC 25000 se encuentra compuesta por cinco divisiones.
La Norma ISO 25000, proporciona una guía para el uso de las series de estándares internacionales llamados Requisitos y Evaluación de Calidad de Productos Software (SQuaRE). La norma establece criterios para la especificación de requisitos de calidad de productos software, sus métricas y su evaluación, e incluye un modelo de calidad para unificar las definiciones de calidad de los clientes con los atributos en el proceso de desarrollo.
Las características de calidad y sus mediciones asociadas pueden ser útiles no solamente para evaluar el producto software sino también para definir los requerimientos de calidad.La serie ISO/IEC 25000:2005 reemplaza a dos estándares relacionados: ISO/IEC 9126 (Software Product Quality) e ISO/IEC 14598 (Software Product Evaluation).

## Ventajas
Para la organización:
- Alinea los objetivos del software con las necesidades reales que se le demandan.
- Evita ineficiencias y maximiza la rentabilidad y calidad del producto de software. Por otro lado, certificar el software aumenta la satisfacción del cliente y mejora la imagen de la empresa.
- Cumplir los requisitos contractuales y demostrar a los clientes que la calidad del software es primordial.
- El proceso de evaluaciones periódicas ayuda a supervisar continuamente el rendimiento y la mejora.

Para los clientes:
- Al demostrar el compromiso de la organización con la calidad del software.

## Sectores de aplicación
- Va dirigido a las empresas de software, independiente de su tamaño o volumen. Del mismo modo que a las empresas que de forma interna crean sus propias herramientas de software para desarrollar su negocio.

## Divisiones
- ISO/IEC 2500n. División de gestión de calidad. Los estándares que forman esta división definen todos los modelos comunes, términos y referencias a los que se alude en las demás divisiones de SQuaRE.
- ISO/IEC 2501n. División del modelo de calidad. El estándar que conforma esta división presenta un modelo de calidad detallado, incluyendo características para la calidad interna, externa y en uso.
- ISO/IEC 2502n. División de mediciones de calidad. Los estándares pertenecientes a esta división incluyen un modelo de referencia de calidad del producto software, definiciones matemáticas de las métricas de calidad y una guía práctica para su aplicación. Presenta aplicaciones de métricas para la calidad de software interna, externa y en uso.
- ISO/IEC 25030. División de requisitos de calidad. Los estándares que forman parte de esta división ayudan a especificar los requisitos de calidad. Estos requisitos pueden ser usados en el proceso de especificación de requisitos de calidad para un producto software que va a ser desarrollado o como entrada para un proceso de evaluación. El proceso de definición de requisitos se guía por el establecido en la norma ISO/IEC 15288 (ISO, 2003).
- ISO/IEC 25040. División de evaluación de la calidad. Estos estándares proporcionan requisitos, recomendaciones y guías para la evaluación de un producto software, tanto si la llevan a cabo evaluadores, como clientes o desarrolladores.
- ISO/IEC 25050–25099. Estándares de extensión SQuaRE. Incluyen requisitos para la calidad de productos de software “Off-The-Shelf” y para el formato común de la industria (CIF) para informes de usabilidad.

Se han reservado los valores desde ISO/IEC 25050 hasta ISO/IEC 25099 para extensiones y "Technical Reports".

## Contenido de SQuaRE
- Términos y definiciones
- Modelos de referencia
- Guía general
- Guías por división
- Estándares internacionales para especificación de requerimientos, planificación y gestión, medición y evaluación de la calidad del producto.

## Estado actual
| ISO/IEC       | Nombre | Etapa | Estado        |
| ------------- | --- | ----- | ------------- |
| 25000:2005    | Guide to SQuaRE (Guía a SQuaRE)                                                                           | 60.60 | Publicado     |
| 25001:2007    | Planning and management (Planificación y gestión)                                                         | 60.60 | Publicado     |
| 25010:2011    | Quality model and guide (Modelo y guía de calidad)                                                        | 60.60 | Publicado     |
| 25012:2008    | Data Quality model (Modelo de calidad de datos)                                                           | 60.60 | Publicado     |
| 25020:2007    | Measurement reference model and guide (Modelo y guía de referencia de medidas)                            | 60.60 | Publicado     |
| TR 25021:2007 | Quality Measure elements (Elementos de medida de la calidad)                                              | 60.60 | Publicado     |
| 25030:2007    | Quality Requirements (Requisitos de calidad)                                                              | 60.60 | Publicado     |
| FDIS 25045    | Evaluation module for recoverability (Modelo de evaluación para la recuperabilidad)                       | 50.20 | En desarrollo |
| 25051:2006    | Requirements for quality of Commercial Off-The-Shelf (COTS) software product and instructions for testing | 60.60 | Publicado     |
| DTR 25060     | Common Industry Format (CIF) for Usability -- General Framework for Usability-related Information         | 40.20 | En desarrollo |
| 25062:2006    | Common Industry Format (CIF) for usability test reports                                                   | 60.60 | Publicado     |